# Isaac Namioka
Isaac Namioka (né en 1928 et mort en 2019) est un mathématicien japonais-américain qui a travaillé dans les domaines de la topologie générale et de l'analyse fonctionnelle. Il est professeur émérite de mathématiques à l'Université de Washington.

## Enfance et formation
Namioka est né le 25 avril 1928 à Tōno, non loin de Namioka dans le nord de Honshū, au Japon. Quand il était jeune, ses parents ont déménagé plus au sud, à Himeji.
Il a effectué ses d'études supérieures à l'Université de Californie à Berkeley, où il a obtenu son doctorat en 1956, sous la supervision de John L. Kelley. Alors qu'il est étudiant diplômé, Namioka épouse une étudiante sino-américaine en mathématiques, Lensey Namioka (en), plus tard devenue une romancière qui a utilisé le patrimoine japonais de Namioka dans certains de ses romans.

## Carrière
Namioka enseigne à l'Université Cornell jusqu'en 1963, quand il part à l'Université de Washington. Il a été le directeur de thèse de quatre étudiants. Il possède plus de vingt descendants académiques, en grande partie grâce à son élève Joseph Rosenblatt, qui est devenu professeur à l'Université de l'Illinois à Urbana-Champaign.

## Contributions
Le livre de Namioka Linear Topological Spaces écrit avec Kelley est devenu un « ouvrage de référence ». Cependant, bien que son travail de doctorat et ce livre concernent tous deux la topologie générale, ses sujets d'intérêts ont évolué plus tard vers l'analyse fonctionnelle.
Avec Edgar Asplund en 1967, Namioka a donné l'une des premières preuves complètes du théorème du point fixe de Ryll-Nardzewski.
À la suite de son article datant de 1974 « Separate continuity and joint continuity », un espace de Namioka en est venu à signifier un espace topologique X avec la propriété que si Y est un espace compact et si la fonction f à partir du produit cartésien de X et de Y vers Z est séparément continue en X et Y, alors il doit exister un ensemble Gδ dense dans X dont le produit cartésien avec Y est un sous-ensemble de l'ensemble des points de continuité de f,. Le résultat de l'article de 1974, une preuve de cette propriété pour une classe spécifique d'espaces topologiques, est venue à être connue comme le théorème de Namioka.
En 1975, Namioka et Phelps ont établi un sens du théorème stipulant qu'un espace est un espace d'Asplund (en) si et seulement si son espace dual possède la propriété de Radon–Nikodým. L'autre sens a été achevé en 1978 par Stegall.

## Prix et distinctions
Un numéro spécial de la revue Journal of Mathematical Analysis and Applications a été consacré à Namioka à l'honneur de son 80e anniversaire.
En 2012, il est devenu l'un des premiers fellows de l'American Mathematical Society.

## Sélection de publications
Livres
- Partially Ordered Linear Topological Spaces (Memoirs of the American Mathematical Society 14, 1957)[12]
- Linear Topological Spaces (avec John L. Kelley, Van Nostrand, 1963; Graduate Texts in Mathematics 36, Springer-Verlag, 1976)[13],[14].

Articles de recherche
- I. Namioka et E. Asplund, « A geometric proof of Ryll-Nardzewski's fixed point theorem », Bulletin of the American Mathematical Society, vol. 73,‎ 1967, p. 443–445 (DOI 10.1090/s0002-9904-1967-11779-8, MR 0209904).
- I. Namioka, « Separate continuity and joint continuity », Pacific Journal of Mathematics, vol. 51,‎ 1974, p. 515–531 (DOI 10.2140/pjm.1974.51.515, MR 0370466).
- I. Namioka et R. R. Phelps, « Banach spaces which are Asplund spaces », Duke Mathematical Journal, vol. 42, no 4,‎ 1975, p. 735–750 (DOI 10.1215/s0012-7094-75-04261-1, MR 0390721).